# CCDC85B
CCDC85B‏ (Coiled-coil domain containing 85B) هوَ بروتين يُشَفر بواسطة جين CCDC85B في الإنسان.